# Borolia amygdalina
Borolia amygdalina är en fjärilsart som beskrevs av Harvey 1878. Borolia amygdalina ingår i släktet Borolia och familjen nattflyn. Inga underarter finns listade i Catalogue of Life.